# Acacia lamprocarpa
Acacia lamprocarpa — вид квіткових рослин з родини бобових. Ареал: Австралія (Західна Австралія, Північна територія, Квінсленд).

## Середовище
Дерево є частиною мусонних лісів і навколо них, а також відкритих лісових угруповань, які зустрічаються в ущелинах пісковика.

## Біоморфологічна характеристика
Дерево має жовто-коричневу кору, що лущиться, і зазвичай досягає висоти від 4 до 15 метрів. Діаметр стовбура дерева рідко перевищує 30 сантиметрів. Тонкі голі гілочки часто мають пониклу форму. Сіро-зелені філодії мають довжину від 7,5 до 14,5 см і ширину від 0,9 до 1,8 см. Цвіте з квітня по червень, утворюючи блідо-жовті квітки. Квіткові колоски досягають у довжину до 5 см, розташовані у верхніх пазухах у вигляді груп від одного до п'яти. Від довгастих до вузько-видовжених здерев'янілих стручків закручуються спірально від одного до трьох разів. Стручки мають довжину від 2 до 12,5 см і ширину від 1,4 до 3,2 см і містять блискуче чорне насіння неправильної форми в довжину від 4 до 7 мм і вдвічі менше вшир.